# Каламитский залив
Калами́тский зали́в (укр. Каламітська затока, крымскотат. Kalamita körfezi, Каламита корьфези) — залив Чёрного моря, у западного берега полуострова Крым. Вдаётся в сушу на 13 км. Ширина у входа 41 км. Глубины около 30 м. Залив ограничен с севера мысом Евпаторийский, с юга мысом Лукулл.
Северная часть берега от мыса Евпаторийского до озера Кызыл-Яр низменная, песчаная; к югу от озера берег высокий (6-12 м), обрывистый, суглинистый, подверженный оползням и обвалам. На побережье залива много солёных озёр, отделённых от залива песчаными пересыпями: Сасык, Сакское, Чайка, Кызыл-Яр, Богайлы имеющие лечебное значение. В северный берег Каламитского залива вдаётся Евпаторийская бухта. В залив впадают реки Булганак и Альма.
Энциклопедический словарь Брокгауза и Ефрона относит к Каламитскому заливу акваторию южнее мыса Лукулл вплоть до мыса Херсонес, более современные источники, такие как Большая советская энциклопедия, топографические карты и атласы ГУГК СССР и Роскартографии ограничивают с юга залив мысом Лукулл.
На берегах залива расположены город Евпатория, посёлки городского типа Заозёрное, Николаевка и Новофёдоровка, сёла Береговое, Песчаное, Угловое.
По одной из версий назван по имени Каламиты — средневекового генуэзского порта на территории современного города Инкерман, так Севастопольская бухта одно время носила название Каламита-Лиман. По другим версиям слово «каламита» переводится различными источниками с греческого («каламос») как «тростник», и как «камыш» или с латинского («каламити») как «спокойный» или с латинского же («каламитас») «бедствие», «несчастье».
В южной части залива, в устье балки Улу-Кол неподалёку от места впадения реки Альмы находится ограничивающий залив с юга мыс Лукулл. Территория мыса и акватория вокруг него считается уникальном объектом природного фонда с водными и наземными экосистемами, находящимися в зоне взаимодействия моря и суши и является заповедной. Здесь расположен гидрологический памятник природы местного значения — «Прибрежный аквальный комплекс у мыса Лукулл» общей площадью 125,6 га.